# پرسیکاریا بیسترتا
پرسیکاریا بیسترتا (برسیان و برسیانا در منابع طب سنتی) (نام علمی: Persicaria bistorta) نام یک گونه از تیره هفت‌بندیان است.

## نگارخانه

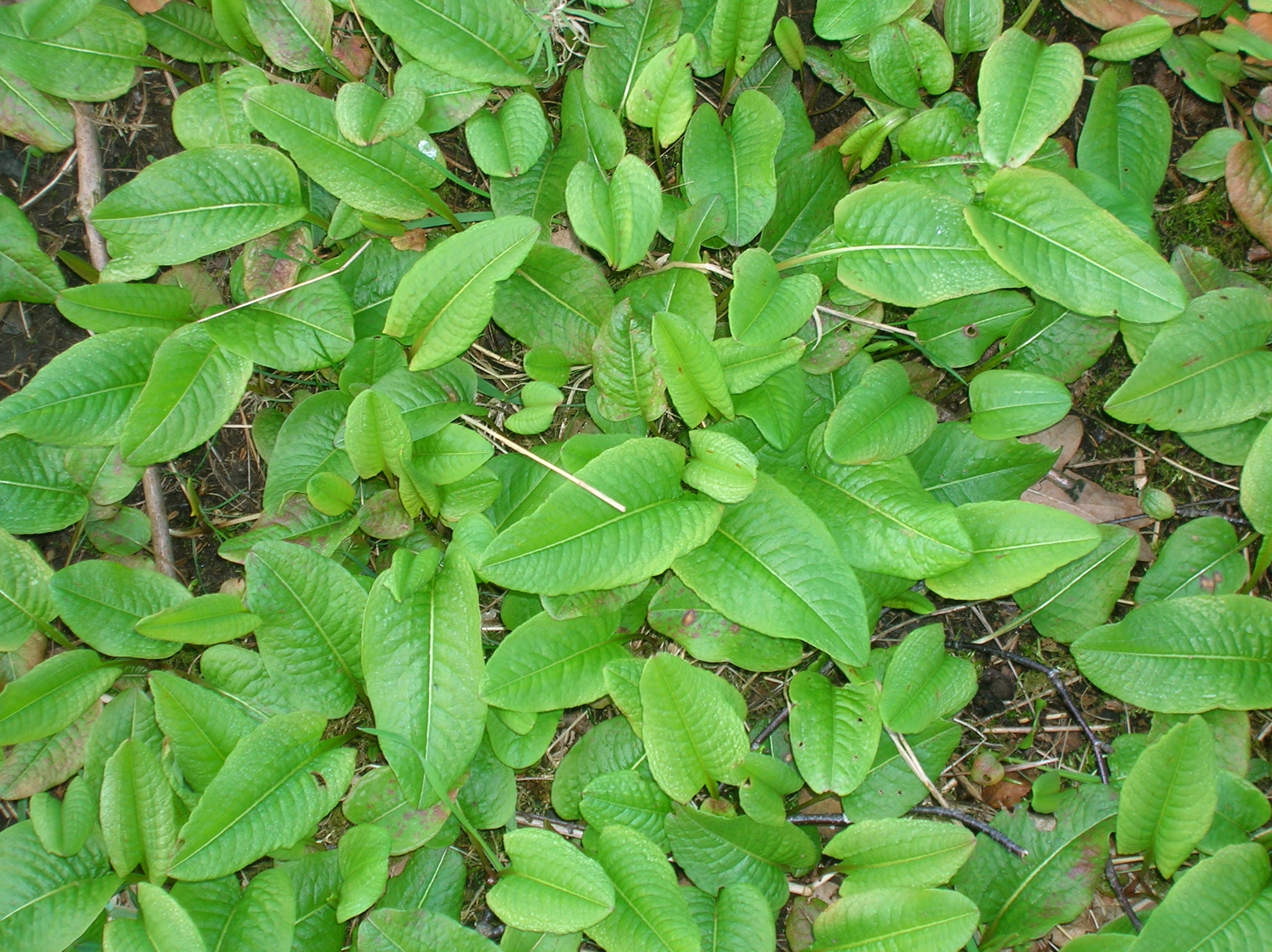
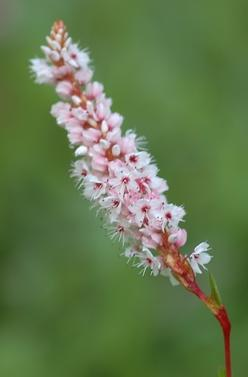
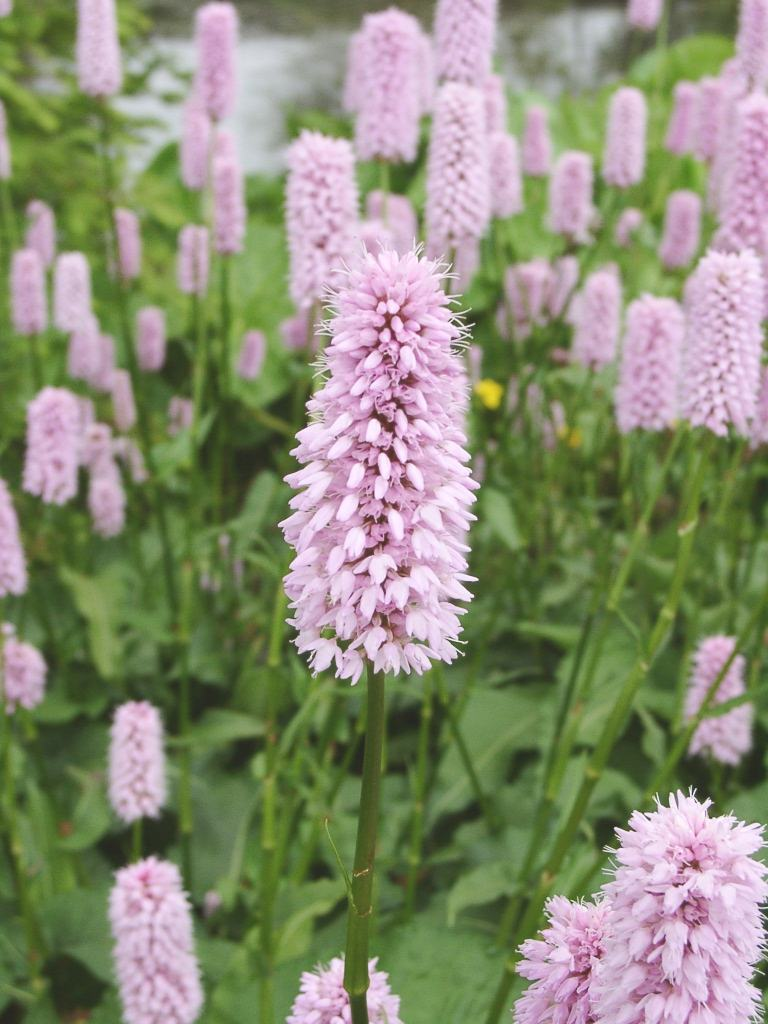
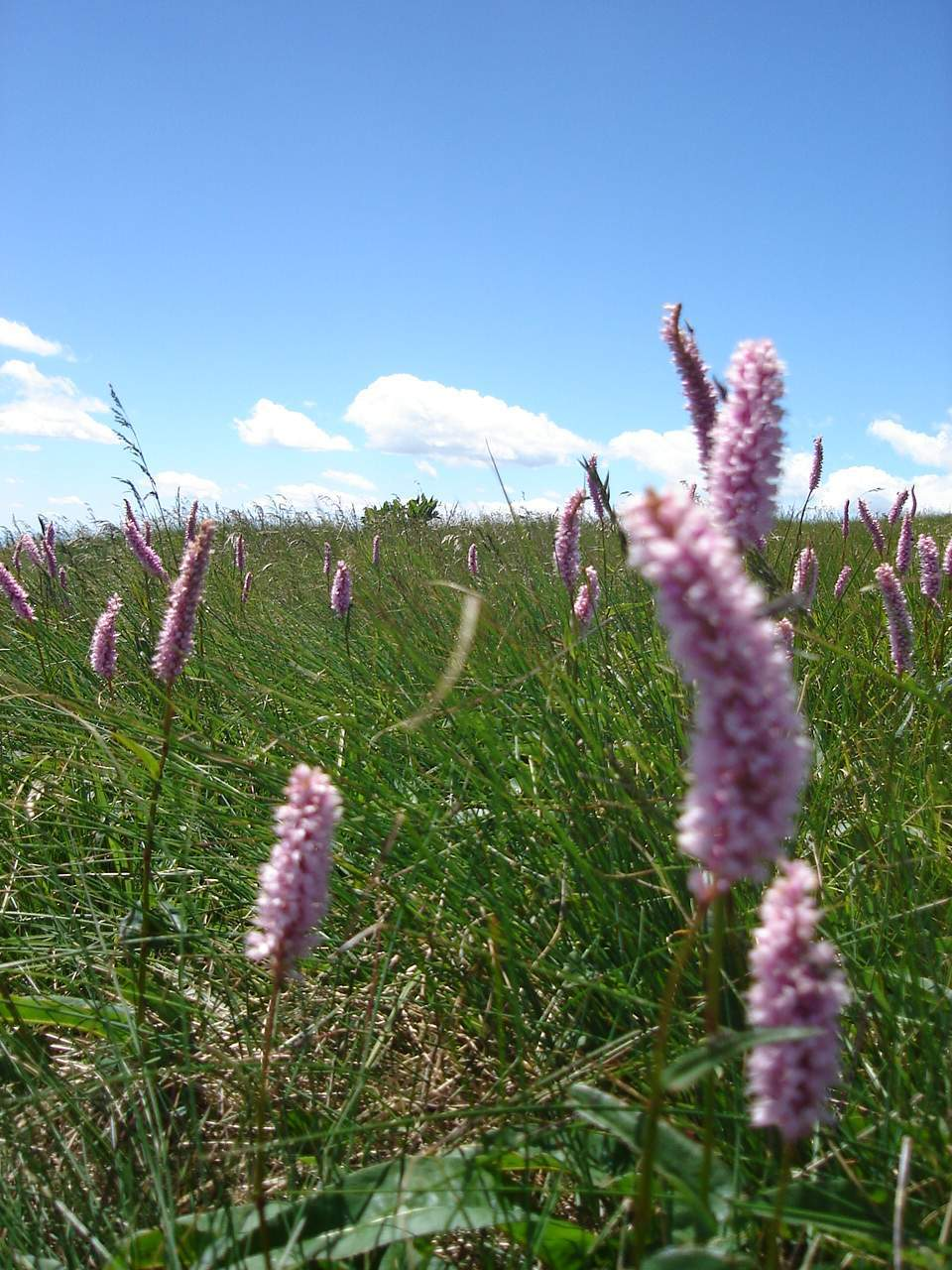
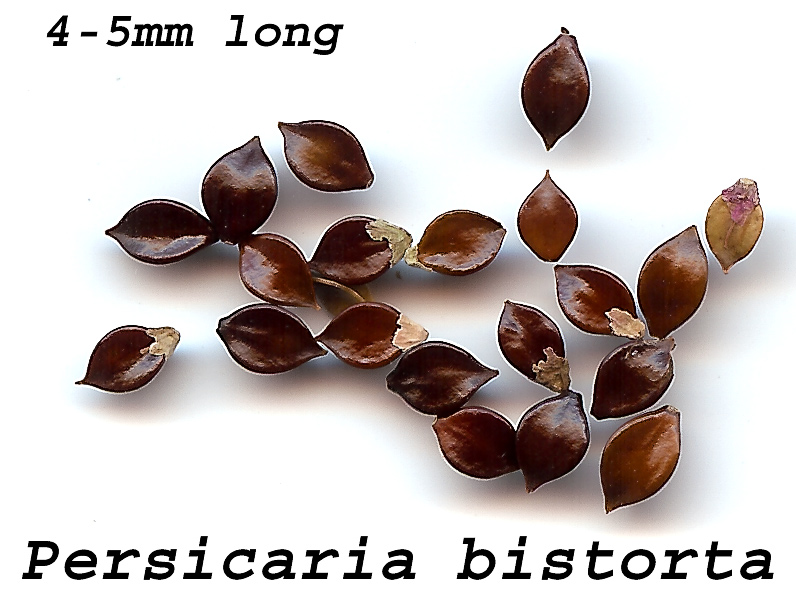